# Bathurst (Nowy Brunszwik)
Bathurst – miasto w Kanadzie, na północnym wschodzie prowincji Nowy Brunszwik, w hrabstwie Gloucester, u ujścia rzeki Nepisiguit do zatoki Baie des Chaleurs. Bathurst jest oficjalnie dwujęzyczne.
Liczba mieszkańców Bathurst wynosi 12 714. Język francuski jest językiem ojczystym dla 50,6%, angielski dla 46,3% mieszkańców (2006). W mieście rozwinął się przemysł drzewny i papierniczy.

## Historia
Pierwszymi Europejczykami w rejonie byli francuskojęzyczni osadnicy, którzy założyli w 1619 misję katolicką Récollet. Gubernator Akadii, Nicolas Denys, urządził sobie kwaterę generalną w pointe Ferguson w 1652 roku, w mijescu, w którym dziś znajduje się klub golfowy Gowan Brae. Tam też zmarł i został pochowany. Osada została opuszczona kilka lat później, po czym ponownie zasiedlona w 1755 roku przez francuskojęzycznych Akadian deportowanych przez władze brytyjskie z obszaru kolonii Nowa Szkocja (dawnej francuskiej kolonii Akadia). Nowo przybyła ludność została ponownie deportowana w 1761 roku w czasie rajdu Rodericka MacKenziego. 180 osób, czyli większość mieszkańców osady, zostało uwięzionych.
Akadianie wrócili tu później, razem z nimi przybyli tutaj awanturnicy ze Szkocji, Anglii i Irlandii. W tym czasie Akadianie zamieszkiwali część zachodnią dzisiejszego miasta, natomiast koloniści angielscy, szkoccy i irlandzcy osiedlali się w części środkowej i wschodniej.
W 1912 połączono sąsiednie gminy nad zatoką Bathurst i utworzonej gminie nadano nazwę dzisiejszego miasta. Idea nadania statusu miasta pojawiła się po raz pierwszy w 1962 roku, ostatecznie Bathurst stało się miastem w 1966 roku.

## Sport
- Titan d’Acadie-Bathurst – klub hokejowy